# Focke-Wulf Fw 55
Die Focke-Wulf Fw 55 war ein militärisches Schulflugzeug von Focke-Wulf.
Das Flugzeug entspricht bis auf Detail-Änderungen der von Walter Blume konstruierten Albatros Al 102, die nach der Zwangsfusion der Albatros Flugzeugwerke mit Focke-Wulf als Fw 55 weiterproduziert wurde. Es war ein abgestrebter Hochdecker in Gemischtbauweise mit starrem Normalfahrwerk. Als Antrieb kam ein Argus As 10C mit 240 PS zum Einsatz. Die Zwei-Mann-Besatzung saß in offenen Sitzen hintereinander. Das Leitwerk besaß ein hinter der Höhenflosse angeordnetes Seitenruder, ein typisches Blume-Konstruktionsmerkmal, das später bei einigen Arado-Konstruktionen ebenfalls Anwendung fand.
Die Fw 55 L war die Land-, die Fw 55 W die Seeausführung mit zwei Schwimmern und kleinem Extraflügel.

## Technische Daten
| Kenngröße             | Daten (Fw 55 L)                      |
| --------------------- | ------------------------------------ |
| Besatzung             | 2                                    |
| Spannweite            | 13,10 m                              |
| Länge                 | 9,10 m                               |
| Höhe                  | 2,66 m                               |
| Flügelfläche          | 22,45 m²                             |
| Leermasse             | 800 kg                               |
| max. Startmasse       | 1225 kg                              |
| Antrieb               | ein Argus As 10C mit 240 PS (177 kW) |
| Höchstgeschwindigkeit | 213 km/h                             |
| Reisegeschwindigkeit  | 195 km/h                             |
| Landegeschwindigkeit  | 80 km/h                              |
| Dienstgipfelhöhe      | 5400 m                               |
| Reichweite            | 550 km                               |